# Basket Zielona Góra
Il Basket Zielona Góra, noto anche come Stelmet Zielona Góra per motivi di sponsor, è una società cestistica avente sede a Zielona Góra, in Polonia. Fondata nel 1946, gioca nel campionato polacco.

## Storia
Il club è stato fondato nel 1946. Inizialmente prese parte a campionati regionali. Nel 1967 con il nome di Zastal riesce a raggiungere i campionati nazionali. Nel 1984, per la prima volta guadagna la massima serie polacca rimanendoci fino al 1996. Nel 2010, dopo aver fatto la spola tra prima e seconda divisione torna stabilmente nella Polska Liga Koszykówki. Nel 2012 raggiunse le semifinali dei playoff, qualificandosi così per la Eurocup. L'anno successivo vince il campionato per la prima volta.

## Roster 2021-2022
Aggiornato al 7 marzo 2022.
|    | Naz.                                        | Ruolo | Sportivo                | Anno | Alt. | Peso | Note |
| -- | ------------------------------------------- | ----- | ----------------------- | ---- | ---- | ---- | ---- |
| 0  | Guinea (bandiera)                           | C     | Ousmane Drame           | 1993 | 206  | 109  |      |
| 1  | Polonia (bandiera)                          | A     | Jarosław Zyskowski      | 1992 | 203  | 100  |      |
| 2  | Polonia (bandiera) · Stati Uniti (bandiera) | P     | Andrzej Mazurczak       | 1993 | 188  | 84   |      |
| 6  | Germania (bandiera) · Polonia (bandiera)    | AP    | David Brembly           | 1993 | 197  | 94   |      |
| 7  | Polonia (bandiera)                          | AG    | Krzysztof Sulima        | 1990 | 202  |      |      |
| 8  | Serbia (bandiera)                           | C     | Dragan Apić             | 1995 | 206  | 105  |      |
| 10 | Polonia (bandiera)                          | P     | Nikodem Klocek          | 1999 | 188  |      |      |
| 18 | Polonia (bandiera)                          | PG    | Konrad Szymański        | 2002 | 190  |      |      |
| 20 | Serbia (bandiera)                           | G     | Nemanja Nenadić         | 1994 | 197  | 88   |      |
| 21 | Stati Uniti (bandiera)                      | AG    | Tony Meier              | 1990 | 203  | 95   |      |
| 28 | Polonia (bandiera)                          | G     | Przemysław Żołnierewicz | 1995 | 194  | 90   |      |
| 34 | Canada (bandiera)                           | G     | Devoe Joseph            | 1989 | 193  | 80   |      |
|    | Stati Uniti (bandiera)                      | GA    | Devyn Marble            | 1992 | 198  | 91   |      |

### Staff tecnico
- Allenatore:  Oliver Vidin
- Assistenti:  Milan Mitrovic,  Arkadiusz Miłoszewski

## Palmarès
- Campionato polacco: 5

2012-13, 2014-15, 2015-16, 2016-17, 2019-2020
- Coppa di Polonia: 3

2015, 2017, 2021
- Supercoppa polacca: 3

2015, 2020, 2021